# Карл-Вільгельм Крузе
Ка́рл-Вільге́льм Кру́зе (нім. Carl Wilhelm Cruse; 25 вересня 1765 — 22 березня 1834) — курляндський історик прусського походження, освітянин, реформатський пастор. Народився у Кенігсберзі, Пруссія. Син торговця Фрідріха-Якоба Крузе і Генрієтти-Філіппіни Штрітцель. Вивчав теологію, юриспруденцію і фінанси в Кенігсберзькому університеті. Працював приватним учителем (1788), був домашнім наставником прусського генерал-лейтенанта Вільгельма Генкеля фон Доннерсмарка. За рекомендацією останнього став кабінетним секретарем курляндського герцога Петера фон Бірона (з листопада 1791). Паралельно був вихователем його доньок, курляндських принцес, у Вюрцау (1792—1794). Після російської анексії Курляндії переїхав до Риги, де продовжив учителювати приватно (1794—1799). Повернувся до Мітави, отримав посаду професора історії в місцевій гімназії, а згодом — проректора (1802—1806). Став пастором і проповідником Реформатської церкви в Курляндії (1802). Був співзасновником Курляндського товариства літератури і мистецтва (1817). Член мітавської масонської ложі «Три короновані мечі». Виступав проти політики понімечення латишів (1819). Помер у Мітаві, Росія. Головна праця — 2-томна «Курляндія за герцогів» (нім. Curland unter den Herzögen; 1833—1837).

## Сімя
- Батько: Фрідріх-Якоб Крузе (нім. Friedrich Jakob Cruse)[1][2]
- Матір: Генрієтта-Філіппіна Штрітцель (нім. Henrietta Philippina Stritzel)[1][2]
- Дружина (з 1802): Луїза-Гертруда Купффер, уродженка Цабельна, Курляндія[1][2].
- Діти:
  - Карл-Готтфрід-Вільгельм Крузе (1803—1873), фармаколог
  - Емма-Конкордія Крузе (1811—1891) ∞ Вестерман
  - Юліус-Фрідріх Крузе (1815—1891)

## Праці
- Cruse, K. W. Balthasar Rüssow: Gelegenheitsschrift zur Ankündigung des Lehrganges auf dem Gymnasio illustri zu Mitau für das Jahr 1816. Mitau : Steffenhagen, 1816.
- Cruse, K. W. Bemerkungen eines Weltbürgers über die Veränderung, welche das Jahr 1817 in den Jahrbüchern Kurlands merkwürdig macht : geschrieben in den Osterfeyertagen. Mitau: Steffenhagen, 1817.
- Cruse, K. W.  Festrede am Geburtstage Seiner Kaiserlichen Majestät Nikolaus I. : zur Feyer des dritten Sekularfestes der Übergabe der Augsburgischen Konfession den 25ften Julius A.St. 1830 im grossen Hörsaale des Gymnasii illustris zu Mitau. Mitau, 1830.
- Cruse, K. W. Curland unter den Herzögen: in 2 v. Mitau: Reyher, 1833—1837. (перевидання: Hannover-Döhren: Hirschheydt, 1971)
Band 1. Mitau: Reyher, 1833. 
Band 2. Mitau: Reyher, 1837.
- Cruse, K. W. Kurlands Schicksal: eine öffentliche Vorlesung, gehalten am Peters- und Paulstage 1811 und mit dem Verzeichnisse der im Gymnasio illustri zu Mitau im Jahre 1811 gehaltenen Vorträge und Lektionen als Programm herausgegeben. Mitau: Steffenhagen, 1872.

### Довідники
- Cruse, Karl Wilhelm // Deutschbaltisches biographisches Lexikon 1710–1960. Köln-Wien, 1970, S. 153.